# GloRilla
GloRilla, de son vrai nom Gloria Hallelujah Woods, née le 28 juillet 1999 à Memphis dans l'État du Tennessee, est une rappeuse américaine.

## Biographie

### Jeunesse
Gloria Hallelujah Woods naît en 1999 à Memphis, et grandit au nord de la ville, dans le quartier de Frayser (en). Elle est la huitième d'une fratrie de dix enfants,. D'éducation chrétienne, elle est membre de la chorale d'enfants de son église. À l'instar de ses frères et sœurs, elle est scolarisée à domicile jusqu'au 5th grade (équivalent du CM2 en France). Adolescente, elle a fréquentée le lycée de Westside, l'école préparatoire Martin Luther King et le lycée Melrose, duquel elle sort diplômée. Après l'obtention de son diplôme, elle travaille dans un restaurant Checkers (en).
Elle publie son premier freestyle de rap en 2016, sur le réseau social Facebook.

### Carrière
GloRilla publie ses deux premières mixtapes Likely Up Next en 2019 et P Status en 2020. En avril 2022 sort le single F.N.F (Let's Go). Il sourd un challenge de danse sur la plateforme TikTok, rendant la chanson virale. Le titre rencontre un grand succès, atteignant la 42e place du Billboard Hot 100 et étant certifié single de platine en décembre 2022,. En septembre paraît un remix du hit avec Latto et JT des City Girls.
En juillet 2022, GloRilla signe dans le label Collective Music Group du rappeur Yo Gotti, grand nom du rap de Memphis,. Le même mois, elle sort le single Tomorrow, suivi de Tomorrow 2, en collaboration avec Cardi B, en septembre. Tomorrow 2 culmine à la 9e place des charts américains et est certifié double single de platine. Au mois de novembre, GloRilla sort l'EP Anyways, Life’s Great…. Cette année de percée vaut à GloRilla d'être nommée aux American Music Awards, dans la catégorie "Meilleure artiste hip-hop féminine", dans cinq catégories différentes aux BET Awards, et aux Grammy Awards dans la catégorie "Meilleure prestation rap".
En janvier 2023, GloRilla est invitée par le rappeur Moneybagg Yo sur le titre On Wat U On. Le single culmine à la 56e place du Billboard Hot 100.
En juin 2023, la rappeuse de Memphis est nommée dans la XXL Freshman Class 2023.
Le 5 avril 2024, GloRilla sort la mixtape Ehhthang Ehhthang, portée par les singles Yeah Glo! et Wanna Be en collaboration avec Megan Thee Stallion.

## Vie privée
Elle est la cousine de la rappeuse Cardi B, ainsi que de Lil Uzi Vert.

## Discographie

### EP
- 2022 : Anyways, Life’s Great…

### Mixtapes
- 2019 : Likely Up Next
- 2020 : P Status
- 2024 : Ehhthang Ehhthang

### Album
- 2024 : GLORIOUS